# Maria di Calabria
Maria d'Angiò, nota come Maria di Calabria (Napoli, 6 dicembre 1328 – Napoli, 20 maggio 1366), è stata la prima consorte di Filippo II di Taranto, imperatore latino titolare di Costantinopoli; fu contessa di Albe e, per i matrimoni contratti, anche contessa di Durazzo, signora di Baux e contessa di Avellino, imperatrice titolare di Costantinopoli e principessa d'Acaia.

## Biografia
Maria era figlia postuma di Carlo, Duca di Calabria (1298-1328) e della sua seconda moglie Maria di Valois (1309-1332); era quindi sorella minore della regina Giovanna I di Napoli.
Il 9 novembre 1328, suo padre, il principe Carlo di Calabria, moriva: Maria nacque circa sei mesi dopo la sua morte. Crebbe a Napoli alla corte del nonno paterno, il re Roberto il Saggio, il quale morì il 20 gennaio 1343: con le disposizioni del suo testamento la sorella maggiore Giovanna diventava sovrano di Napoli, mentre a Maria veniva data la Contea di Albe in Abruzzo, la Valle di Crati e la Terra Giordana, in Calabria, e una cospicua eredità di trentamila once d'oro.

### Nozze con Carlo di Durazzo
Maria avrebbe dovuto sposare Luigi I di Ungheria o Giovanni II di Francia, ma fu poi costretta a contrarre un matrimonio che avrebbe avvicinato Carlo, duca di Durazzo, primo figlio di Giovanni di Gravina, al trono di Napoli. Poco dopo la morte di re Roberto, infatti, Maria venne rapita da Agnese del Perigord, vedova di Giovanni duca di Durazzo, la quale organizzò il matrimonio di Maria quattordicenne col figlio, Carlo, di venti anni.
Il matrimonio, grazie anche al perentorio intervento di papa Clemente VI (che fornì la necessaria dispensa, essendo gli sposi cugini), ebbe luogo il 21 aprile 1343. La coppia ebbe cinque figli, che Maria partorì nel giro di cinque anni dai quindici ai diciannove anni:
- Luigi (dicembre 1343 - 14 gennaio 1345);
- Giovanna (1344 – 1387), duchessa di Durazzo; contessa d'Alba dal 1372; andata sposa nel 1366 a Luigi di Navarra, conte di Beaumont(† 1372), e in seconde nozze a Roberto IV di Artois, conte di Eu († 1387);
- Agnese (1345 – 1383), andata sposa il 6 giugno 1363 a Cansignorio della Scala († 1375), signore di Verona, e in seconde nozze a Giacomo di Baux († 1383);
- Clemenza (1346 – 1363);
- Margherita (28 luglio 1347 – 6 agosto 1412), contessa d'Alba 1372-90 e 1393-1404, andata sposa nel 1368 a Carlo III di Napoli (1345–1386), re di Napoli.

Con l'assassinio di Andrea d'Ungheria, marito della regina Giovanna, Carlo e Maria furono a capo di una fazione opposta a Giovanna e il suo secondo marito, Luigi di Taranto. Di fronte all'invasione di Luigi I d'Ungheria, giunto nel Regno per vendicare la morte del fratello, Giovanna e Luigi erano fuggiti: Carlo, che il 15 gennaio 1348 era stato nominato Tenente generale e Governatore del Regno di Napoli, vide l'opportunità di rivendicare il potere in loro assenza. Ma fu catturato da Luigi I nei pressi di Aversa e il 23 gennaio 1348: ritenuto responsabile della morte di Andrea, fu giustiziato per decapitazione di fronte a San Pietro a Maiella. Il suo periodo di potere era durato meno di una settimana e Maria era diventata vedova a soli diciannove anni.

### Nozze con Roberto del Balzo
Rimasta vedova, Maria, per contrapporsi alla sorella e diventare Regina, progettò di sposare Luigi I d'Ungheria. Per renderla inoffensiva, i regnanti napoletani le assegnarono come dimora il Castel dell'Ovo. Ugone V del Balzo, signore di Les Baux e conte di Avellino che al comando della flotta era giunto dalla Provenza in soccorso dei regnanti napoletani, tentò un colpo di mano. Penetrato nel Castel dell'Ovo insieme al figlio Roberto, costrinse il 29 settembre 1350 Maria e Roberto a sposarsi. Ripartito con le navi per Gaeta, Ugone venne affrontato da re Ludovico ed ucciso. Roberto, insieme al fratello Raimondo, fu immediatamente imprigionato nello stesso Castel dell'Ovo malgrado il papa Clemente VI ne richiedesse, tra il 1351 ed il 1353, la liberazione. Alla fine dell'estate del 1353, approfittando della lontananza della sorella, Maria andò a trovare Roberto in prigione, lo fece uccidere in sua presenza e ne fece gettare il corpo in mare.

### Nozze con Filippo di Taranto
Nel mese di aprile 1355, Maria sposò il suo terzo marito Filippo II di Taranto. Era il fratello minore di Roberto di Taranto, Imperatore latino di Costantinopoli, e di Luigi di Taranto, il nuovo consorte della regina Giovanna. La sposa, come lo sposo, aveva 26 anni di età, benché fosse già due volte vedova e madre di cinque figli, mentre per Filippo questo era il suo primo matrimonio. Ebbero cinque figli, tutti morti in giovane età:
- Filippo (1356).
- Carlo (1358).
- Filippo (1360).
- un bambino, (1362).
- un bambino, (1366).

Quando Roberto morì senza figli nel 1364, Filippo fu il suo erede (Luigi, Re Consorte di Napoli e fratello maggiore di Filippo, era morto nel 1362) e adottò il titolo di imperatore latino e principe di Acaia, con Maria sua consorte. Il titolo di Acaia era ancora effettivamente tenuto da Maria di Borbone, vedova di Roberto, che lo rivendicava per sé e per il figlio Ugo di Lusignano.
Maria morì nel 1366, mentre la guerra per l'Acaia era in corso; non fece in tempo a vedere la figlia, Margherita, andare in sposa al nuovo re di Napoli, Carlo III (1368).
Fu sepolta nella chiesa di Santa Chiara, dove si conserva il suo sepolcro gotico.

## Ascendenza
|                              |                        |                                 | Genitori                         |  |  | Nonni |  |  | Bisnonni           |  |  | Trisnonni       |  |
|                              |                        |                                 |                                  |  |  |       |  |  | Carlo II di Napoli |  |  | Carlo I d'Angiò |  |
|                              |                        |                                 |                                  |  |  |       |  |  | Carlo II di Napoli |  |  | Carlo I d'Angiò |  |
|                              |                        | Beatrice di Provenza            |                                  |  |  |       |  |  | Carlo II di Napoli |  |  |                 |  |
| Roberto d'Angiò              |                        |                                 |                                  |  |  |       |  |  | Carlo II di Napoli |  |  |                 |  |
|                              |                        | Maria Arpad d'Ungheria          | Stefano V d'Ungheria             |  |  |       |  |  |                    |  |  |                 |  |
|                              |                        | Maria Arpad d'Ungheria          | Stefano V d'Ungheria             |  |  |       |  |  |                    |  |  |                 |  |
|                              |                        | Maria Arpad d'Ungheria          | Elisabetta dei Cumani            |  |  |       |  |  |                    |  |  |                 |  |
| Carlo d'Angiò                |                        | Maria Arpad d'Ungheria          |                                  |  |  |       |  |  |                    |  |  |                 |  |
|                              |                        | Pietro III d'Aragona            | Giacomo I d'Aragona              |  |  |       |  |  |                    |  |  |                 |  |
|                              |                        | Pietro III d'Aragona            | Giacomo I d'Aragona              |  |  |       |  |  |                    |  |  |                 |  |
|                              |                        | Pietro III d'Aragona            | Iolanda d'Ungheria               |  |  |       |  |  |                    |  |  |                 |  |
| Violante d'Aragona e Sicilia |                        | Pietro III d'Aragona            |                                  |  |  |       |  |  |                    |  |  |                 |  |
|                              |                        | Costanza II di Sicilia          | Manfredi di Sicilia              |  |  |       |  |  |                    |  |  |                 |  |
|                              |                        | Costanza II di Sicilia          | Manfredi di Sicilia              |  |  |       |  |  |                    |  |  |                 |  |
|                              |                        | Costanza II di Sicilia          | Beatrice di Savoia               |  |  |       |  |  |                    |  |  |                 |  |
| Maria di Calabria            |                        | Costanza II di Sicilia          |                                  |  |  |       |  |  |                    |  |  |                 |  |
|                              | Filippo III di Francia | Luigi IX di Francia             |                                  |  |  |       |  |  |                    |  |  |                 |  |
|                              | Filippo III di Francia | Luigi IX di Francia             |                                  |  |  |       |  |  |                    |  |  |                 |  |
|                              | Filippo III di Francia | Margherita di Provenza          |                                  |  |  |       |  |  |                    |  |  |                 |  |
| Carlo di Valois              | Filippo III di Francia |                                 |                                  |  |  |       |  |  |                    |  |  |                 |  |
|                              |                        | Isabella d'Aragona              | Giacomo I d'Aragona              |  |  |       |  |  |                    |  |  |                 |  |
|                              |                        | Isabella d'Aragona              | Giacomo I d'Aragona              |  |  |       |  |  |                    |  |  |                 |  |
|                              |                        | Isabella d'Aragona              | Iolanda d'Ungheria               |  |  |       |  |  |                    |  |  |                 |  |
| Maria di Valois              |                        | Isabella d'Aragona              |                                  |  |  |       |  |  |                    |  |  |                 |  |
|                              |                        | Guido IV di Châtillon-Saint-Pol | Guido III di Châtillon-Saint-Pol |  |  |       |  |  |                    |  |  |                 |  |
|                              |                        | Guido IV di Châtillon-Saint-Pol | Guido III di Châtillon-Saint-Pol |  |  |       |  |  |                    |  |  |                 |  |
|                              |                        | Guido IV di Châtillon-Saint-Pol | Matilde di Brabante              |  |  |       |  |  |                    |  |  |                 |  |
| Mahaut di Châtillon          |                        | Guido IV di Châtillon-Saint-Pol |                                  |  |  |       |  |  |                    |  |  |                 |  |
|                              |                        | Maria di Bretagna               | Giovanni II di Bretagna          |  |  |       |  |  |                    |  |  |                 |  |
|                              |                        | Maria di Bretagna               | Giovanni II di Bretagna          |  |  |       |  |  |                    |  |  |                 |  |
|                              |                        | Maria di Bretagna               | Beatrice d'Inghilterra           |  |  |       |  |  |                    |  |  |                 |  |
|                              |                        | Maria di Bretagna               |                                  |  |  |       |  |  |                    |  |  |                 |  |